# Murad Ağakişiyev
Murad Ağakişiyev (16 giugno 1985) è un ex calciatore azero, di ruolo attaccante.

## Carriera

### Club
Ha sempre giocato nella massima e nella seconda serie del proprio paese con varie squadre.

### Nazionale
Debutta nel 2007 con la nazionale azera, giocando 3 partite.